# Valdemar Christian av Schleswig-Holstein

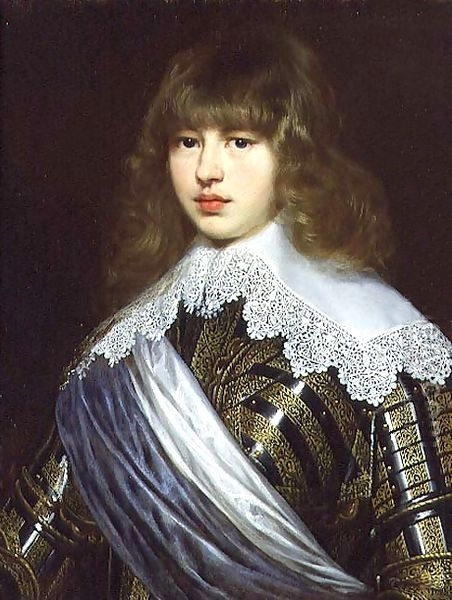
Valdemar Christian

Valdemar Christian av Schleswig-Holstein, född den 26 juni 1622, död den 26 februari 1656, var en dansk greve och morganatisk son till Kristian IV av Danmark och Kirsten Munk.

## Biografi
Av politiska skäl utsågs han till att gifta sig med Irene av Ryssland, en dotter till den ryske tsaren Michail Fjodorovitj. Han anlände till Moskva vid nyårstid 1644 och emottogs med stor pompa och ståt. Emellertid ville hans blivande svärfar att Valdemar Christian skulle döpas i den sanna ortodoxa tron, något som Valdemar Christian vägrade gå med på. Han blev nu illa behandlad och fick inte lämna landet. Tsaren avled ett halvannat år senare, och då återvände den danske prinsen till sitt hemland.
Valdemar Christian kom med åren i bitter strid med sin mor om pengar. Han gick i svensk tjänst under Karl X Gustav och stupade i dennes polska krig.